# جربا
قرية جربا هي قرية فلسطينية صغيرة في محافظة جنين تقع بين قريتي مسلية وصانور وهي تشتهر بخضرتها ومزارعها
قرية صغيرة تقع إلى الجنوب من مدينة جنين وتبعد عنها 21كم ، وترتفع 400م عن سطح البحر، معنى اسمها (جربا) الأرض الممحلة . تبلغ مساحة أراضيها 3520 دونما ،يحيط بها أراضي قرى قباطية ، ومسلية وصانور ومركة . وقدر عدد سكانها في عام 1922 (31) نسمة وفي عام 1931 (65) نسمة وبلغ عدد سكانها عام 1997 حوالي (54) نسمة . يذكر ان سبب تسميتها بإسمها بسبب دعم الشيخ عبد الكريم الجربا لسكانها بالمال ، وسموها باسمها اكراماً له.

## وصلات خارجية
- فلسطين في الذاكرة/ جربا